# Damallsvenskan 2023
La Damallsvenskan 2023 fue la 36ª temporada de la máxima división de fútbol de la asociación sueca de mujeres, Damallsvenskan. La liga comenzó el 24 de marzo de 2023 y finalizó el 11 de noviembre de 2023. La liga tuvo un descanso de ocho semanas entre las rondas 17 y 18 (9 de julio - 3 de septiembre).
Växjö DFF e IFK Norrköping DFK fueron los nuevos equipos para esta temporada después de haber sido ascendidos de Elitettan. Eskilstuna United DFF no recibió licencia y será reemplazado en la liga por IK Uppsala Fotboll.

## Equipos
| Club                    | Ciudad       | Estadio                             | Césped     | Capacidad |
| ----------------------- | ------------ | ----------------------------------- | ---------- | --------- |
| BK Häcken               | Gotemburgo   | Bravida Arena                       | Artificial | 6500      |
| Djurgårdens IF          | Estocolmo    | Estadio Olímpico de Estocolmo       | Natural    | 14 417    |
| Fotboll Club Rosengård  | Malmö        | Malmö IP                            | Artificial | 5700      |
| Hammarby Fotboll        | Estocolmo    | Hammarby IP                         | Artificial | 3700      |
| IF Brommapojkarna       | Estocolmo    | Grimsta IP                          | Artificial | 5000      |
| IFK Kalmar              | Kalmar       | Guldfågeln Arena                    | Natural    | 12000     |
| KIF Örebro DFF          | Örebro       | Behrn Arena                         | Artificial | 12624     |
| Kristianstads DFF       | Kristianstad | Kristianstads fotbollsarena         | Híbrida    | 3080b     |
| Kristianstads DFF       | Kristianstad | Vilans IP                           | Natural    | 5,000b    |
| Linköpings Fotboll Club | Linköping    | Linköping Arena                     | Artificial | 8500      |
| IFK Norrköping          | Norrköping   | Estadio Idrottsparken de Norrköping | Artificial | 17 234    |
| Piteå IF                | Piteå        | LF Arena                            | Artificial | 6500      |
| IK Uppsala Fotboll      | Upsala       | Studenternas IP                     | Artificial | 10 000    |
| Växjö DFF               | Växjö        | Visma Arena                         | Natural    | 12 000    |
| Vittsjö GIK             | Vittsjö      | Vittsjö IP                          | Natural    | 3000      |

Notas:
a De acuerdo con la página de información de cada club previamente disponible en el sitio web de la Asociación Sueca de Fútbol para Damallsvenskan, a menos que se indique lo contrario. Desde mayo de 2018 esto ya no está presente. Los números solían ser más bajos que los números oficiales del estadio.

b Según la página web de historia de Kristianstads DFF.

## Clasificación
|                                                  | Equipo                  | Puntos | J  | G | E | P | GF | GC | DG  |
| ------------------------------------------------ | ----------------------- | ------ | -- | - | - | - | -- | -- | --- |
| 1                                                | BK Häcken               | 28     | 11 | 9 | 1 | 1 | 23 | 3  | 20  |
| 2                                                | Piteå IF                | 26     | 11 | 8 | 2 | 1 | 19 | 8  | 11  |
| 3                                                | Hammarby Fotboll        | 23     | 11 | 7 | 2 | 2 | 28 | 9  | 19  |
| 4                                                | Linköpings Fotboll Club | 22     | 11 | 7 | 1 | 3 | 22 | 13 | 9   |
| 5                                                | Fotboll Club Rosengård  | 21     | 11 | 6 | 3 | 2 | 27 | 14 | 13  |
| 6                                                | Kristianstads DFF       | 20     | 11 | 6 | 2 | 3 | 22 | 9  | 13  |
| 7                                                | Vittsjö GIK             | 20     | 11 | 6 | 2 | 3 | 13 | 13 | 0   |
| 8                                                | Växjö DFF               | 13     | 11 | 4 | 1 | 6 | 11 | 26 | -15 |
| 9                                                | IFK Norrköping          | 10     | 11 | 3 | 1 | 7 | 13 | 16 | -3  |
| 10                                               | IK Uppsala Fotboll      | 10     | 11 | 2 | 4 | 5 | 15 | 22 | -7  |
| 11                                               | Djurgårdens IF          | 10     | 11 | 3 | 1 | 7 | 9  | 19 | -10 |
| 12                                               | KIF Örebro DFF          | 7      | 11 | 2 | 1 | 8 | 13 | 18 | -5  |
| 13                                               | Djurgårdens IF          | 6      | 11 | 1 | 3 | 7 | 9  | 24 | -15 |
| 14                                               | IFK Kalmar              | 2      | 11 | 0 | 2 | 9 | 4  | 34 | -30 |
| Fuente: Damallsvenskan; actualización automática |                         |        |    |   |   |   |    |    |     |

Los primeros dos equipos están clasificados directamente a la segunda ronda de la Liga de Campeones y el tercero, a la primera ronda. Los dos últimos descienden a la Elitettan, mientras que el tercer último jugará un playoff de descenso contra el tercer clasificado de la segunda división sueca.

## Calendario
| Local \ Visitante       | IBP    | DIF    | HÄK    | HAM    | KAL    | KRI    | LIN    | NOR    | ORE    | PIT    | ROS    | UPP    | VÄX    | VIT    |
| ----------------------- | ------ | ------ | ------ | ------ | ------ | ------ | ------ | ------ | ------ | ------ | ------ | ------ | ------ | ------ |
| IF Brommapojkarna       |        | 1–2    | 0–6    | 0–0    | 22 Oct | 1 Oct  | 10 Sep | 9 Jul  | 1–1    | 1–4    | 1–3    | 2–2    | 11 Nov | 1–1    |
| Djurgårdens IF          | 2–2    |        | 17 Sep | 0–1    | 1 Oct  | 4 Sep  | 1–4    | 13 Oct | 0–2    | 0–2    | 2–1    | 11 Nov | 0–1    | 0–3    |
| BK Häcken               | 14 Oct | 0–1    |        | 1–0    | 3–0    | 1–0    | 3–0    | 1–0    | 7 Jul  | 11 Nov | 8 Sep  | 3–1    | 3–0    | 6 Oct  |
| Hammarby Fotboll        | 4–1    | 10 Sep | 5 Nov  |        | 8–0    | 7 Oct  | 22 Oct | 2–1    | 1–0    | 7 Jul  | 2–2    | 29 Sep | 6–1    | 2–0    |
| IFK Kalmar              | 1–1    | 0–1    | 0–3    | 16 Sep |        | 2–3    | 5 Nov  | 0–3    | 0–6    | 0–2    | 0–5    | 15 Oct | 0–1    | 4 Sep  |
| Kristianstads DFF       | 4–1    | 4–1    | 0–0    | 1–1    | 3–1    |        | 1–0    | 17 Sep | 15 Oct | 10 Sep | 5 Nov  | 4–0    | 3–1    | 1–6    |
| Linköpings Fotboll Club | 4–0    | 4–1    | 1 Sep  | 1–3    | 2–1    | 11 Nov |        | 1–0    | 17 Sep | 6 Oct  | 4–1    | 4–0    | 15 Oct | 2–1    |
| IFK Norrköping DFK      | 0–1    | 3–2    | 2 Oct  | 11 Nov | 7 Oct  | 0–2    | 0–0    |        | 2 Sep  | 20 Oct | 0–2    | 9 Sep  | 2–1    | 1–2    |
| KIF Örebro DFF          | 7 Oct  | 21 Oct | 0–2    | 0–3    | 10 Sep | 0–4    | 1–3    | 1–0    |        | 1 Oct  | 1–1    | 1–2    | 1–2    | 11 Nov |
| Piteå IF                | 5 Nov  | 4–0    | 0–3    | 2–1    | 2–1    | 1–0    | 0–0    | 2–1    | 1–0    |        | 1 Sep  | 4–1    | 17 Sep | 15 Oct |
| Fotboll Club Rosengård  | 15 Sep | 6 Oct  | 2–2    | 14 Oct | 11 Nov | 2–0    | 7 Jul  | 2–1    | 2–1    | 1–1    |        | 5–2    | 7–1    | 4–0    |
| IK Uppsala Fotboll      | 3 Sep  | 1–1    | 22 Oct | 0–2    | 4–0    | 8 Jul  | 1–3    | 2–2    | 3 Nov  | 1–2    | 0–0    |        | 9 Oct  | 17 Sep |
| Växjö DFF               | 1–0    | 5 Nov  | 0–4    | 1 Sep  | 9 Jul  | 22 Oct | 2–4    | 2–3    | 1–0    | 1–1    | 2 Oct  | 2–2    |        | 0–1    |
| Vittsjö GIK             | 2–0    | 9 Jul  | 0–3    | 0–2    | 1–1    | 1–1    | 1 Oct  | 5 Nov  | 2–1    | 3–1    | 22 Oct | 1–0    | 10 Sep |        |

### Posiciones por ronda
La tabla enumera las posiciones de los equipos después de cada semana de partidos. Para preservar el progreso cronológico, los partidos que se movieron de su ronda de juego original no se incluyen en la ronda en la que se programaron originalmente, sino que se agregan a la ronda completa en la que se jugaron inmediatamente después. Por ejemplo, si un partido está programado para la ronda 13, pero luego se pospone y se juega entre las rondas 16 y 17, se agregará a la clasificación de la ronda 16.
| Equipo ╲ Jornada        | 1         | 2  | 3  | 4  | 5  | 6  | 7  | 8  | 9  | 10 | 11 | 12 | 13 | 14 | 15 | 16 | 17 | 18 | 19 | 20 | 21 | 22 | 23 | 24 | 25 | 26 |  |
| ----------------------- | --------- | -- | -- | -- | -- | -- | -- | -- | -- | -- | -- | -- | -- | -- | -- | -- | -- | -- | -- | -- | -- | -- | -- | -- | -- | -- |  |
| Equipo ╲ Jornada        | BK Häcken | 11 | 5  | 4  | 4  | 3  | 2  | 2  | 2  | 2  | 1  | 1  | 1  | 1  | 1  | 1  | 1  | 1  |    |    |    |    |    |    |    |    |  |
| Hammarby Fotboll        | 3         | 3  | 1  | 1  | 1  | 1  | 1  | 3  | 3  | 3  | 3  | 3  | 2  | 2  | 2  | 2  |    |    |    |    |    |    |    |    |    |    |  |
| Piteå IF                | 8         | 4  | 7  | 5  | 4  | 3  | 3  | 1  | 1  | 2  | 2  | 2  | 4  | 4  | 3  | 3  |    |    |    |    |    |    |    |    |    |    |  |
| Linköpings Fotboll Club | 1         | 1  | 2  | 6  | 7  | 5  | 5  | 5  | 5  | 5  | 4  | 4  | 3  | 3  | 4  | 4  |    |    |    |    |    |    |    |    |    |    |  |
| Fotboll Club Rosengård  | 9         | 12 | 12 | 8  | 6  | 6  | 6  | 6  | 7  | 7  | 5  | 6  | 6  | 5  | 6  | 5  |    |    |    |    |    |    |    |    |    |    |  |
| Kristianstads DFF       | 2         | 6  | 5  | 3  | 2  | 4  | 4  | 4  | 4  | 4  | 6  | 5  | 5  | 6  | 5  | 6  |    |    |    |    |    |    |    |    |    |    |  |
| Vittsjö GIK             | 14        | 8  | 8  | 10 | 9  | 8  | 7  | 7  | 6  | 6  | 7  | 7  | 7  | 7  | 7  | 7  |    |    |    |    |    |    |    |    |    |    |  |
| Växjö DFF               | 10        | 14 | 14 | 11 | 10 | 10 | 11 | 9  | 8  | 8  | 8  | 8  | 8  | 8  | 10 | 8  |    |    |    |    |    |    |    |    |    |    |  |
| IFK Norrköping          | 4         | 2  | 3  | 2  | 5  | 7  | 8  | 8  | 9  | 9  | 9  | 11 | 11 | 9  | 8  | 9  |    |    |    |    |    |    |    |    |    |    |  |
| Djurgårdens IF          | 5         | 9  | 6  | 7  | 8  | 9  | 9  | 11 | 12 | 12 | 11 | 9  | 9  | 10 | 9  | 10 |    |    |    |    |    |    |    |    |    |    |  |
| KIF Örebro DFF          | 12        | 7  | 9  | 9  | 11 | 11 | 10 | 10 | 11 | 11 | 12 | 12 | 12 | 12 | 11 | 11 |    |    |    |    |    |    |    |    |    |    |  |
| IK Uppsala Fotboll      | 7         | 11 | 10 | 13 | 13 | 12 | 12 | 12 | 10 | 10 | 10 | 10 | 10 | 11 | 12 | 12 |    |    |    |    |    |    |    |    |    |    |  |
| IF Brommapojkarna       | 6         | 10 | 11 | 12 | 12 | 13 | 13 | 13 | 13 | 13 | 13 | 13 | 13 | 13 | 13 | 13 |    |    |    |    |    |    |    |    |    |    |  |
| IFK Kalmar              | 13        | 13 | 13 | 14 | 14 | 14 | 14 | 14 | 14 | 14 | 14 | 14 | 14 | 14 | 14 | 14 | 14 | 14 |    |    |    |    |    |    |    |    |  |

### Resultados por vuelta
| Equipo ╲ Jornada        | 1 | 2 | 3 | 4 | 5 | 6 | 7 | 8 | 9 | 10 | 11 | 12 | 13 | 14 | 15 | 16 | 17 | 18 | 19 | 20 | 21 | 22 | 23 | 24 | 25 | 26 |
| ----------------------- | - | - | - | - | - | - | - | - | - | -- | -- | -- | -- | -- | -- | -- | -- | -- | -- | -- | -- | -- | -- | -- | -- | -- |
| IF Brommapojkarna       |   |   |   |   |   |   |   |   |   |    |    |    |    |    |    |    |    |    |    |    |    |    |    |    |    |    |
| Djurgårdens IF          |   |   |   |   |   |   |   |   |   |    |    |    |    |    |    |    |    |    |    |    |    |    |    |    |    |    |
| BK Häcken               |   |   |   |   |   |   |   |   |   |    |    |    |    |    |    |    |    |    |    |    |    |    |    |    |    |    |
| Hammarby Fotboll        |   |   |   |   |   |   |   |   |   |    |    |    |    |    |    |    |    |    |    |    |    |    |    |    |    |    |
| IFK Kalmar              |   |   |   |   |   |   |   |   |   |    |    |    |    |    |    |    |    |    |    |    |    |    |    |    |    |    |
| Kristianstads DFF       |   |   |   |   |   |   |   |   |   |    |    |    |    |    |    |    |    |    |    |    |    |    |    |    |    |    |
| Linköpings Fotboll Club |   |   |   |   |   |   |   |   |   |    |    |    |    |    |    |    |    |    |    |    |    |    |    |    |    |    |
| IFK Norrköping DFK      |   |   |   |   |   |   |   |   |   |    |    |    |    |    |    |    |    |    |    |    |    |    |    |    |    |    |
| KIF Örebro DFF          |   |   |   |   |   |   |   |   |   |    |    |    |    |    |    |    |    |    |    |    |    |    |    |    |    |    |
| Piteå IF                |   |   |   |   |   |   |   |   |   |    |    |    |    |    |    |    |    |    |    |    |    |    |    |    |    |    |
| Fotboll Club Rosengård  |   |   |   |   |   |   |   |   |   |    |    |    |    |    |    |    |    |    |    |    |    |    |    |    |    |    |
| IK Uppsala Fotboll      |   |   |   |   |   |   |   |   |   |    |    |    |    |    |    |    |    |    |    |    |    |    |    |    |    |    |
| Växjö DFF               |   |   |   |   |   |   |   |   |   |    |    |    |    |    |    |    |    |    |    |    |    |    |    |    |    |    |
| Vittsjö GIK             |   |   |   |   |   |   |   |   |   |    |    |    |    |    |    |    |    |    |    |    |    |    |    |    |    |    |